# Oribatula translineata
Oribatula translineata är en kvalsterart som först beskrevs av Sandór Mahunka 1985.  Oribatula translineata ingår i släktet Oribatula och familjen Oribatulidae. Inga underarter finns listade i Catalogue of Life.